# ウアバゲニン
ウアバゲニン（Ouabagenin）あるいはg-ストロファンチジン（g-Strophanthidin）は、強心配糖体ウアバインのアグリコン部位のステロイドである。ウアバインはStrophanthus gratusやキョウチクトウ科植物Acokanthera ouabaioに存在している。

## 構造および性質
構造的には、ウアバゲニンはカルデノリドの一種である。カルデノリドは不飽和γ-ラクトンを含む共通構造を持つ強心性ステロイドの一群である。

## 解説
キョウチクトウ科植物Acokanthera ouabaioから見つかったステロイド配糖体で、ウアバインの糖が外れた構造をしている。